# The Pigeon Detectives
The Pigeon Detectives (transkr. Pidžon detektivs) engleska su indi rok grupa iz Rotvela, trgovačkog grada u blizini Lidsa.

## Članovi

### Sadašnji
- Met Bouman — vokal
- Oliver Mejn — gitara
- Rajan Vilson — gitara
- Dejv Best — bas-gitara
- Džimi Nejlor — bubanj

## Diskografija

### Studijski albumi
- (2007)
- (2008)
- (2011)
- (2013)
- (2017)

## Nagrade i nominacije
- Nagrade Kju

| Godina | Kategorija            | Nominovano delo | Ishod      |
| ------ | --------------------- | --------------- | ---------- |
| 2007.  | Najbolji novi izvođač | —               | Nominacija |

## Spoljašnje veze
- Zvanični veb-sajt
- na sajtu Diskogs
- na sajtu Jutjub
- na sajtu
- na sajtu
- na sajtu